# Giebło-Kolonia
Giebło-Kolonia – wieś w Polsce, w województwie śląskim, w powiecie zawierciańskim, w gminie Ogrodzieniec
Do 2023 miejscowość była częścią wsi Giebło.
Do końca 2015 roku miejscowość miała nazwę Kolonia.
W latach 1975–1998 miejscowość administracyjnie należała do województwa katowickiego.